# کردلر (اسکو)
كردلر  روستایی در  استان آذربایجان شرقی است که در   اسکو واقع شده‌است.زبان مردم این روستا مانند دیگر نواحی آذربایجان شرقی زبان ترکی آذربایجانی می باشد. شغل اکثر اهالی کشاورزی و مشاغل آزاد میباشد.این روستا طبق سرشماری های جدید نزدیک به ۴ هزار جمعیت دارد.در سال های قبل قرار بود که به شهر تبدیل شده و شهرداری تاسیس شود که تا حال عملی نشده است.
این روستا از روستا های پرجمعیت منطقه شناخته می شود و پتانسیل تبدیل به شهر را دارا می باشد.